# Maldane decorata
Maldane decorata är en ringmaskart som beskrevs av Grube 1877. Maldane decorata ingår i släktet Maldane och familjen Maldanidae. Inga underarter finns listade i Catalogue of Life.